# 4537 Valgrirasp
4537 Valgrirasp је астероид главног астероидног појаса чија средња удаљеност од Сунца износи 3,008 астрономских јединица (АЈ).
Апсолутна магнитуда астероида је 12,1.